# Traité de Gand (1556)
 (juin 2022).
Le traité de Gand du 15 septembre 1556 règle le différend entre Philippe II d'Espagne et Octave Farnèse, duc de Parme et Plaisance. Philippe II concède Plaisance à Octave en échange de l'amnistie envers les seigneurs qui ont assassiné le père d'Octave, Pierre-Louis Farnèse. Une garnison de soldats espagnols occupe, aux frais du duché de Parme, la forteresse de Plaisance. À l'été 1585, la citadelle est restituée à Parme.